# Sfânta Clotilda
Sfânta Clotilda (475–545), cunoscută și sub apelativele de Clothilde, Clotilda, Clotild, Rotilde ori variantele latine Chrodechildis, Chlodechildis, nume format din cuvintele germanice hlod (glorie) și hild (luptă), adică „glorioasă în luptă”, a fost o prințesă burgundă care, după ce a devenit cea de-a doua soție a regelui franc Clovis I, a contribuit decisiv la creștinarea acestuia și a regatului său. A fost canonizată în 550 sau 560 și este sărbătorită în cadrul Bisericii Ortodoxe și vechiului martirolog roman pe data de 3 iunie (dies natalis), în timp ce Biserica Catolică o sărbătorește o zi mai târziu, pe 4 iunie.
Clotilde s-a născut la Lyon și era fiica regelui Chilperic al II-lea al Burgundiei, fiu al regelui Gondioc. Numele mamei Clotildei nu este cunoscut. Urmare a morții regelui Gondioc în jurul anului 470 și a regelui Chilperic I, zece ani mai târziu, Chilperic al II-lea împarte regatul (după obiceiul germanic) cu ceilalți trei frați ai săi: Gondebaud, Gondemar și Godegisele. Acest aranjament nu va dura foarte mult, așa încât în anul 490 doar Gondebaud și Godegisele mai domneau asupra burgunzilor. Circumstanțele morții lui Chilperic al II-lea și a fratelui său Gondemar sunt destul de controversate, însă, cel puțin în cazul tatălui Clotildei, cronicarul Gregoire de Tours (538–594) în a sa Histoire des Francs ne povestește cum acesta a fost ucis de fratele său Gondebaud care a scăpat ulterior și de cumnata sa, aruncând-o în apă cu o piatră legată în jurul gâtului. Dacă sora ei mai mare a îmbrăcat la scurt timp haina monahală, Clotilde a fost remarcată de ambasadorii franci aflați în misiune la curtea regelui Gondebaud, care i-au apreciat frumusețea, eleganța și înțelepciunea. Aceștia i-au vorbit despre ea regelui Clovis I care,fără să stea prea mult pe gânduri, i-a cerut regelui Gondebaud mâna frumoasei prințese. Bineînțeles că acesta nu a îndrăznit să riște să-l contrarieze pe puternicul său vecin, așa încât în scurt timp Clotilde avea să devină regină a francilor.
Atunci când, după ce a fost botezat, primul copil al cuplului se îmbolnăvește și moare, regele Clovis I îi reproșează Clotildei acest lucru, însă tânăra regină rămâne fermă în credința sa, așa încât atunci când se va naște următorul copil, Clodomir (495–524), va insista ca și acesta să primească taina botezului. Tânărul prinț se îmbolnăvește și el, însă apoi își revine parcă în mod miraculos. Clotilde va mai avea încă trei copii, doi băieți: Childebert (496–558), Clotaire (497–561) și o fată numită de asemenea Clotilde (500-531), care vor fi și ei botezați și vor ajunge la maturitate. Însă marea sa victorie va fi considerată convertirea la creștinism a soțului ei, Clovis I.
Convertirea regelui franc se petrece în timpul bătăliei de la Tolbiac (496), împotriva alamanilor, într-un context asemănător acceptării creștinismului de către Constantin cel Mare când, în momentul în care se părea că era pe cale să fie învins, a invocat ajutorul zeilor fără a observa însă că sorții luptei s-ar întoarce în favoarea sa. Atunci a cerut ajutorul dumnezeului Clotildei, Isus Cristos, promițându-i că în caz de victorie se va converti, ceea ce s-a și întâmplat.
După victoria împotriva vizigoților din 507, Clovis I va face din Paris capitala regatului său, ocazie cu care cuplul suveran va începe și construcția bazilicii Sfinților Apostoli, pe malul stâng al Senei, care va adăposti ulterior rămășitele pământești ale celor doi. De altfel, în ultimii ani ai vieții, Sfânta Clotilde a preferat să se dedice construirii de biserici și mânăstiri, departe de luptele pentru putere din capitală.
După ce au fost venerate timp de mai bine de o mie de ani în sacrariumul bazilicii Sfinților Apostoli, actualmente Abația Sfintei Genevieve, moaștele Sfintei Clotilde sunt arse în timpul evenimentelor generate de Revoluția Franceză pentru a fi scutite de profanările comise de extremiști, mai puțin capul acesteia și un braț care se aflau în relicvariul bisericii parohiei din Vivieres și o coastă adăpostită de biserica Notre-Dame des Andelys. Cenușa rezultată a fost împărțită între bisericile Saint-Leu-Saint-Gilles și Sfânta Clotilde din Reims.